# Lista siturilor Natura 2000 din Malta
Lista siturilor Natura 2000 din Malta conține toate ariile naturale din această țară incluse în rețeaua europeană Natura 2000.
Această listă este generată cu date din Wikidata și este actualizată periodic de un robot.
 Editările făcute în listă vor fi șterse la următoarea actualizare!
| Imagine | Cod Natura 2000 | Articol                                                              |
| ------- | --------------- | -------------------------------------------------------------------- |
|         | MT0000016       | Q112174470                                                           |
|         | MT0000001       | L-Inħawi ta´ Għajn Barrani                                           |
|         | MT0000002       | L-Inħawi ta´ Pembroke                                                |
|         | MT0000003       | Il-Ballut tal-Wardija                                                |
|         | MT0000004       | Il-Maqluba (limiti tal-Qrendi)                                       |
|         | MT0000005       | L-Inħawi tar-Ramla                                                   |
|         | MT0000006       | Is-Simar (limiti ta´ San Pawl il-Baħar)                              |
|         | MT0000007       | Is-Salini                                                            |
|         | MT0000008       | L-Għadira s-Safra u l-Iskoll tal-Għallis                             |
|         | MT0000009       | L-Inħawi tar-Ramla tat-Torri u tal-Irdum tal-Madonna                 |
|         | MT0000010       | Ix-Xagħra tal-Kortin                                                 |
|         | MT0000011       | Għar Dalam                                                           |
|         | MT0000012       | Wied il-Miżieb                                                       |
|         | MT0000013       | Iċ-Ċittadella                                                        |
|         | MT0000014       | Il-Ballut ta´ Marsaxlokk                                             |
|         | MT0000015       | L-Inħawi tal-Għadira                                                 |
|         | MT0000017       | Kemmuna u l-Gżejjer ta´ Madwarha                                     |
|         | MT0000018       | L-Inħawi tal-Buskett u tal-Girgenti                                  |
|         | MT0000020       | L-Inħawi tax-Xlendi u tal-Wied tal-Kantra                            |
|         | MT0000021       | L-Inħawi tal-Imġiebaħ u tal-Miġnuna                                  |
|         | MT0000019       | L-Inħawi tad-Dwejra u tal-Qawra, inkluż Ħaġret il-Ġeneral            |
|         | MT0000022       | Il-Gżejjer ta´ San Pawl (Selmunett)                                  |
|         | MT0000023       | Il-Magħluq tal-Baħar ta´ Marsaskala                                  |
|         | MT0000024       | Rdumijiet ta´ Malta: Ir-Ramla taċ-Ċirkewwa sal-Ponta ta´ Bengħisa    |
|         | MT0000025       | L-Għar tal-Iburdan u l-Inħawi tal-Madwar                             |
|         | MT0000026       | Il-Qortin tal-Magun u l-Qortin il-Kbir                               |
|         | MT0000027       | Rdumijiet ta´ Għawdex: Ta´ Ċenċ                                      |
|         | MT0000028       | Rdumijiet ta´ Għawdex: Id-Dawra tas-Sanap sa Tal-Ħajt                |
|         | MT0000029       | Rdumijiet ta´ Għawdex: Il-Ponta ta´ Ħarrux sal-Bajja tax-Xlendi      |
|         | MT0000030       | Rdumijiet ta´ Għawdex: Il-Ponta ta´ San Dimitri sal-Ponta ta´ Ħarrux |
|         | MT0000031       | Rdumijiet ta´ Malta: Ix-Xaqqa sa Wied Moqbol                         |
|         | MT0000032       | Rdumijiet ta´ Malta: Ras il-Pellegrin sax-Xaqqa                      |
|         | MT0000033       | Rdumijiet ta´ Malta: Wied Moqbol sal-Ponta ta´ Bengħisa              |
|         | MT0000034       | L-Inħawi ta´ Ta´ Ċenċ                                                |
|         | MT0000035       | L-Inħawi ta´ Ħas-Saptan                                              |
|         | MT0000036       | L-Inħawi tal-Wej                                                     |
|         | MT0000037       | Wied il-Mielaħ u l-Inħawi tal-Madwar                                 |
|         | MT0000101       | Żona fil-Baħar bejn Rdum Majjiesa u Għar Lapsi                       |
|         | MT0000102       | Żona fil-Baħar fl-Inħawi ta´ Għar Lapsi u ta´ Filfla                 |
|         | MT0000103       | Żona fil-Baħar fl-Inħawi tad-Dwejra (Għawdex)                        |
|         | MT0000104       | Żona fil-Baħar bejn Il-Ponta tal-Ħotba u Tal-Fessej (Għawdex)        |
|         | MT0000105       | Żona fil-Baħar bejn Il-Ponta ta´ San Dimitri (Għawdex) u Il-Qaliet   |
|         | MT0000106       | Żona fil-Baħar fit-Tramuntana                                        |
|         | MT0000107       | Żona fil-Baħar fil-Grigal                                            |
|         | MT0000108       | Żona fil-Baħar fil-Lvant                                             |
|         | MT0000109       | Żona fil-Baħar fix-Xlokk                                             |
|         | MT0000110       | Żona fil-Baħar fin-Nofsinhar                                         |
|         | MT0000111       | Żona fil-Baħar fil-Lbiċ                                              |
|         | MT0000112       | Żona fil-Baħar madwar Għawdex                                        |
|         | MT0000113       | Żona fil-Baħar fil-Punent                                            |
|         | MT0000114       | Żona fil-Baħar fil-Majjistral                                        |
|         | MT0000115       | Żona fil-Baħar fl-inħawi tal-Graben tat-Tramuntana ta´ Għawdex       |
|         | MT0000116       | Żona fil-Baħar fl-inħawi tal-Graben ta´ Medina                       |
|         | MT0000117       | Żona fil-Baħar fl-inħawi tal-Punent tal-Graben ta´ Malta             |
|         | MT0000118       | Żona fil-Baħar fl-inħawi tal-Majjistral tal-Graben ta´ Malta         |